# Oecetis hoelzeli
Oecetis hoelzeli là một loài Trichoptera trong họ Leptoceridae. Chúng phân bố ở miền Cổ bắc.